# شهرک نورمحمدی
شهرک نورمحمدی، روستایی از توابع بخش مرکزی شهرستان شوشتر در استان خوزستان ایران است. این روستا یک کیلومتر با شهر تاریخی شوشتر فاصله دارد و بقایای شهر باستانی دستوا در کنار این روستا واقع شده‌است.

## جمعیت
این روستا در دهستان میان‌آب شمالی قرار دارد و براساس سرشماری مرکز آمار ایران در سال ۱۳۸۵، جمعیت آن ۴٬۲۵۶ نفر (۸۰۰خانوار) بوده‌است.